# Marcei
Marcei és un antic municipi francès, situat al departament de l'Orne i a la regió de Normandia. L'any 2007 tenia 204 habitants.
L'1 de juny de 2015 va fusionar amb els municipis de Saint-Christophe-le-Jajolet, Saint-Loyer-des-Champs i Vrigny creant el nou municipi de Boischampré.

## Demografia

### Població
El 2007 la població de fet de Marcei era de 204 persones. Hi havia 76 famílies de les quals 12 eren unipersonals (4 homes vivint sols i 8 dones vivint soles), 32 parelles sense fills i 32 parelles amb fills.
La població ha evolucionat segons el següent gràfic:
Habitants censats

### Habitatges
El 2007 hi havia 91 habitatges, 74 eren l'habitatge principal de la família, 10 eren segones residències i 7 estaven desocupats. Tots els 91 habitatges eren cases. Dels 74 habitatges principals, 61 estaven ocupats pels seus propietaris i 13 estaven llogats i ocupats pels llogaters; 2 tenien dues cambres, 9 en tenien tres, 22 en tenien quatre i 41 en tenien cinc o més. 52 habitatges disposaven pel capbaix d'una plaça de pàrquing. A 32 habitatges hi havia un automòbil i a 39 n'hi havia dos o més.

### Piràmide de població
La piràmide de població per edats i sexe el 2009 era:
| Homes | Edats   | Dones |
| ----- | ------- | ----- |
| 0     | 95 o +  | 0     |
| 0     | 90 a 94 | 0     |
| 0     | 85 a 89 | 4     |
| 4     | 80 a 84 | 0     |
| 4     | 75 a 79 | 0     |
| 4     | 70 a 74 | 8     |
| 4     | 65 a 69 | 4     |
| 0     | 60 a 64 | 0     |
| 4     | 55 a 59 | 0     |
| 0     | 50 a 54 | 0     |
| 12    | 45 a 49 | 16    |
| 8     | 40 a 44 | 8     |
| 8     | 35 a 39 | 8     |
| 4     | 30 a 34 | 16    |
| 16    | 25 a 29 | 0     |
| 0     | 20 a 24 | 0     |
| 12    | 15 a 19 | 4     |
| 4     | 10 a 14 | 12    |
| 12    | 5 a 9   | 16    |
| 8     | 0 a 4   | 4     |

## Economia
El 2007 la població en edat de treballar era de 122 persones, 89 eren actives i 33 eren inactives. De les 89 persones actives 84 estaven ocupades (44 homes i 40 dones) i 6 estaven aturades (2 homes i 4 dones). De les 33 persones inactives 11 estaven jubilades, 11 estaven estudiant i 11 estaven classificades com a «altres inactius».

### Ingressos
El 2009 a Marcei hi havia 73 unitats fiscals que integraven 213 persones, la mediana anual d'ingressos fiscals per persona era de 17.913 €.

### Activitats econòmiques
Dels 5 establiments que hi havia el 2007, 2 eren d'empreses de construcció, 2 d'empreses de comerç i reparació d'automòbils i 1 d'una empresa classificada com a «altres activitats de serveis».
Dels 2 establiments de servei als particulars que hi havia el 2009, 1 era un paleta i 1 fusteria.
L'any 2000 a Marcei hi havia 15 explotacions agrícoles que ocupaven un total de 936 hectàrees.

## Equipaments sanitaris i escolars
El 2009 hi havia una escola elemental integrada dins d'un grup escolar amb les comunes properes formant una escola dispersa.

## Poblacions més properes
El següent diagrama mostra les poblacions més properes.